# Марракешское соглашение
Марракешское соглашение — соглашение о создании Всемирной торговой организации (ВТО), вступившее в силу 1 января 1995 года.
Так называемый Уругвайский раунд переговоров, длившийся с 1986 по 1994 год, был успешным и в результате долгих переговоров в 1994 году в Марракеше было подписано соглашение о создании ВТО, вступившее в силу 1 января 1995 года.
Страны-участницы достигли согласия о том, что в рамках этой организации будет не только регулироваться торговля товарами (что являлось предметом ГАТТ уже с 1948 года), но и в связи со все возрастающей ролью услуг в постиндустриальном обществе и их растущей долей в мировой торговле (на начало XXI века — около 20 %) принято Генеральное соглашение о торговле услугами (GATS), регулирующее эту область внешней торговли.
Также в рамках Марракешского соглашения было принято Соглашение по торговым аспектам прав интеллектуальной собственности (TRIPs), регулирующее торговые вопросы прав на результаты интеллектуальной деятельности и являющееся неотъемлемой частью правового фундамента ВТО.